# Îles de Turku
Les Îles de Turku sont des îles faisant partie de la ville de Turku en Finlande.
Elles sont une partie de l'archipel de Turku.

## Présentation
Parmi ces nombreuses îles quatre sont habitées en permanence: 
- Ruissalo
- Hirvensalo
- Kakskerta
- Satava

Les îles plus petites comprennent Kulho, Vepsä, Iso-Pukki, Järvistensaari, Hinttinen, Harva et Pikku-Pukki.
Pähkinäinen appartient à Turku et Naantali.

## Carte
| Îles de Turku                                                                |
| Carte interactive des îles et ilots de Turku (cliquer pour voir les détails) |